# Сокол (Магаданска област)
Вижте пояснителната страница за други значения на Сокол.
Со́кол (на руски: Сокол) е селище от градски тип в Магаданска област, Русия. Разположено е на около 50 km северно от Магадан, на Колимската магистрала, в отсечката Уст Нера – Магадан. Населението му към 2016 г. възлиза на 4810 души.

## История
Селището е основано през 1962 г. във връзка с построяването на голямо летище, което да обслужва г. Магадан. През 1964 г. получава статут на селище от градски тип. Летище „Магадан“ е завършено през 1966 г.

## Население
| 1970 | 1979 | 1989 | 2002 | 2009 | 2010 | 2012 |
| ---- | ---- | ---- | ---- | ---- | ---- | ---- |
| 4126 | 7642 | 8011 | 4715 | 5199 | 4685 | 4722 |
| 2013 | 2014 | 2015 | 2016 |      |      |      |
| 4726 | 4713 | 4763 | 4810 |      |      |      |

## Икономика
Икономиката на селището е пряко свързана с летището и въздушния транспорт.